# اوستراندر (مینه‌سوتا)
اوستراندر، مینه‌سوتا (به انگلیسی: Ostrander, Minnesota) یک شهر در ایالات متحده آمریکا است که در شهرستان فیلمور واقع شده‌است.

## خصوصیات
اوستراندر ۱٫۲۴ کیلومترمربع مساحت و ۲۵۴ نفر جمعیت دارد و ۴۱۰ متر بالاتر از سطح دریا واقع شده‌است.